# دائرة سبدو
دائرة سبدو إحدى دوائر ولاية تلمسان عاصمتها سبدو.

## التقسيم الإداري
تضم كل من بلديات:
- سبدو
- القور
- العريشة